# An Capoen
An Capoen, née le 20 septembre 1982 à Roulers, est une femme politique belge, membre de la Nieuw-Vlaamse Alliantie (N-VA).

## Biographie
An Capoen nait le 20 septembre 1982 à Roulers.
Aux élections législatives fédérales de 2014, An Capoen est élue à la Chambre des Représentants.
Elle prête serment le 25 juillet 2024 en tant que sénatrice cooptée par le Nieuw-Vlaamse Alliantie pour la législature 2024-2029.